# Difesa Damiano
La difesa Damiano è un'apertura degli scacchi caratterizzata dalle mosse:
1. e4 e5
2. Cf3 f6?
L'apertura prende il nome dal giocatore e studioso portoghese del XVI secolo, Pedro Damiano, il quale trattò quest'apertura nel suo trattato scacchistico, individuandone subito le debolezze, per la verità, e sconsigliandone l'impiego. La successiva denominazione di tale apertura – ad opera di altri – col nome dello scacchista, insomma, pare dunque una bizzarra ironia della sorte.

## Analisi
Questa apertura, considerata pessima dalla teoria, mira a difendere il pedone e5 in maniera passiva e indebolisce la posizione del Nero occupando la casa naturale di sviluppo del cavallo, scoprendo il re e chiudendo, per giunta, la diagonale alla donna. I maggiori punti per la vulnerabilità della posizione del Bianco sono:
1. - La mossa f6 lascia il Re del Nero esposto e vulnerabile, soprattutto lungo la diagonale e8-h5. Questo indebolisce il lato re, un'area critica dove il Re spesso cerca sicurezza con l'arrocco.
2. - Giocando f6, il Nero impedisce il naturale sviluppo del suo Cavallo in f6, una casa importante per l'attività del Cavallo in apertura. Ciò ostacola la capacità del Nero di controllare il centro e sviluppare efficacemente altri pezzi.
3. - Esiste la possibilità di applicare la trappola di Damiano, con cui il  Bianco sacrifica il proprio Cavallo alla terza mossa, ponendolo già in una posizione vincente. Questa trappola mette in risalto i rischi che il Nero deve affrontare nell'adottare questa difesa.

|   | a | b | c | d | e | f | g | h |   |
| 8 | a8 torre del nero · b8 cavallo del nero · c8 alfiere del nero · d8 donna del nero · e8 re del nero · f8 alfiere del nero · g8 cavallo del nero · h8 torre del nero · a7 pedone del nero · b7 pedone del nero · c7 pedone del nero · d7 pedone del nero · g7 pedone del nero · h7 pedone del nero · e5 pedone del nero · h5 donna del bianco · e4 pedone del bianco · a2 pedone del bianco · b2 pedone del bianco · c2 pedone del bianco · d2 pedone del bianco · f2 pedone del bianco · g2 pedone del bianco · h2 pedone del bianco · a1 torre del bianco · b1 cavallo del bianco · c1 alfiere del bianco · e1 re del bianco · f1 alfiere del bianco · h1 torre del bianco | a8 torre del nero · b8 cavallo del nero · c8 alfiere del nero · d8 donna del nero · e8 re del nero · f8 alfiere del nero · g8 cavallo del nero · h8 torre del nero · a7 pedone del nero · b7 pedone del nero · c7 pedone del nero · d7 pedone del nero · g7 pedone del nero · h7 pedone del nero · e5 pedone del nero · h5 donna del bianco · e4 pedone del bianco · a2 pedone del bianco · b2 pedone del bianco · c2 pedone del bianco · d2 pedone del bianco · f2 pedone del bianco · g2 pedone del bianco · h2 pedone del bianco · a1 torre del bianco · b1 cavallo del bianco · c1 alfiere del bianco · e1 re del bianco · f1 alfiere del bianco · h1 torre del bianco | a8 torre del nero · b8 cavallo del nero · c8 alfiere del nero · d8 donna del nero · e8 re del nero · f8 alfiere del nero · g8 cavallo del nero · h8 torre del nero · a7 pedone del nero · b7 pedone del nero · c7 pedone del nero · d7 pedone del nero · g7 pedone del nero · h7 pedone del nero · e5 pedone del nero · h5 donna del bianco · e4 pedone del bianco · a2 pedone del bianco · b2 pedone del bianco · c2 pedone del bianco · d2 pedone del bianco · f2 pedone del bianco · g2 pedone del bianco · h2 pedone del bianco · a1 torre del bianco · b1 cavallo del bianco · c1 alfiere del bianco · e1 re del bianco · f1 alfiere del bianco · h1 torre del bianco | a8 torre del nero · b8 cavallo del nero · c8 alfiere del nero · d8 donna del nero · e8 re del nero · f8 alfiere del nero · g8 cavallo del nero · h8 torre del nero · a7 pedone del nero · b7 pedone del nero · c7 pedone del nero · d7 pedone del nero · g7 pedone del nero · h7 pedone del nero · e5 pedone del nero · h5 donna del bianco · e4 pedone del bianco · a2 pedone del bianco · b2 pedone del bianco · c2 pedone del bianco · d2 pedone del bianco · f2 pedone del bianco · g2 pedone del bianco · h2 pedone del bianco · a1 torre del bianco · b1 cavallo del bianco · c1 alfiere del bianco · e1 re del bianco · f1 alfiere del bianco · h1 torre del bianco | a8 torre del nero · b8 cavallo del nero · c8 alfiere del nero · d8 donna del nero · e8 re del nero · f8 alfiere del nero · g8 cavallo del nero · h8 torre del nero · a7 pedone del nero · b7 pedone del nero · c7 pedone del nero · d7 pedone del nero · g7 pedone del nero · h7 pedone del nero · e5 pedone del nero · h5 donna del bianco · e4 pedone del bianco · a2 pedone del bianco · b2 pedone del bianco · c2 pedone del bianco · d2 pedone del bianco · f2 pedone del bianco · g2 pedone del bianco · h2 pedone del bianco · a1 torre del bianco · b1 cavallo del bianco · c1 alfiere del bianco · e1 re del bianco · f1 alfiere del bianco · h1 torre del bianco | a8 torre del nero · b8 cavallo del nero · c8 alfiere del nero · d8 donna del nero · e8 re del nero · f8 alfiere del nero · g8 cavallo del nero · h8 torre del nero · a7 pedone del nero · b7 pedone del nero · c7 pedone del nero · d7 pedone del nero · g7 pedone del nero · h7 pedone del nero · e5 pedone del nero · h5 donna del bianco · e4 pedone del bianco · a2 pedone del bianco · b2 pedone del bianco · c2 pedone del bianco · d2 pedone del bianco · f2 pedone del bianco · g2 pedone del bianco · h2 pedone del bianco · a1 torre del bianco · b1 cavallo del bianco · c1 alfiere del bianco · e1 re del bianco · f1 alfiere del bianco · h1 torre del bianco | a8 torre del nero · b8 cavallo del nero · c8 alfiere del nero · d8 donna del nero · e8 re del nero · f8 alfiere del nero · g8 cavallo del nero · h8 torre del nero · a7 pedone del nero · b7 pedone del nero · c7 pedone del nero · d7 pedone del nero · g7 pedone del nero · h7 pedone del nero · e5 pedone del nero · h5 donna del bianco · e4 pedone del bianco · a2 pedone del bianco · b2 pedone del bianco · c2 pedone del bianco · d2 pedone del bianco · f2 pedone del bianco · g2 pedone del bianco · h2 pedone del bianco · a1 torre del bianco · b1 cavallo del bianco · c1 alfiere del bianco · e1 re del bianco · f1 alfiere del bianco · h1 torre del bianco | a8 torre del nero · b8 cavallo del nero · c8 alfiere del nero · d8 donna del nero · e8 re del nero · f8 alfiere del nero · g8 cavallo del nero · h8 torre del nero · a7 pedone del nero · b7 pedone del nero · c7 pedone del nero · d7 pedone del nero · g7 pedone del nero · h7 pedone del nero · e5 pedone del nero · h5 donna del bianco · e4 pedone del bianco · a2 pedone del bianco · b2 pedone del bianco · c2 pedone del bianco · d2 pedone del bianco · f2 pedone del bianco · g2 pedone del bianco · h2 pedone del bianco · a1 torre del bianco · b1 cavallo del bianco · c1 alfiere del bianco · e1 re del bianco · f1 alfiere del bianco · h1 torre del bianco | 8 |
| 7 | a8 torre del nero · b8 cavallo del nero · c8 alfiere del nero · d8 donna del nero · e8 re del nero · f8 alfiere del nero · g8 cavallo del nero · h8 torre del nero · a7 pedone del nero · b7 pedone del nero · c7 pedone del nero · d7 pedone del nero · g7 pedone del nero · h7 pedone del nero · e5 pedone del nero · h5 donna del bianco · e4 pedone del bianco · a2 pedone del bianco · b2 pedone del bianco · c2 pedone del bianco · d2 pedone del bianco · f2 pedone del bianco · g2 pedone del bianco · h2 pedone del bianco · a1 torre del bianco · b1 cavallo del bianco · c1 alfiere del bianco · e1 re del bianco · f1 alfiere del bianco · h1 torre del bianco | a8 torre del nero · b8 cavallo del nero · c8 alfiere del nero · d8 donna del nero · e8 re del nero · f8 alfiere del nero · g8 cavallo del nero · h8 torre del nero · a7 pedone del nero · b7 pedone del nero · c7 pedone del nero · d7 pedone del nero · g7 pedone del nero · h7 pedone del nero · e5 pedone del nero · h5 donna del bianco · e4 pedone del bianco · a2 pedone del bianco · b2 pedone del bianco · c2 pedone del bianco · d2 pedone del bianco · f2 pedone del bianco · g2 pedone del bianco · h2 pedone del bianco · a1 torre del bianco · b1 cavallo del bianco · c1 alfiere del bianco · e1 re del bianco · f1 alfiere del bianco · h1 torre del bianco | a8 torre del nero · b8 cavallo del nero · c8 alfiere del nero · d8 donna del nero · e8 re del nero · f8 alfiere del nero · g8 cavallo del nero · h8 torre del nero · a7 pedone del nero · b7 pedone del nero · c7 pedone del nero · d7 pedone del nero · g7 pedone del nero · h7 pedone del nero · e5 pedone del nero · h5 donna del bianco · e4 pedone del bianco · a2 pedone del bianco · b2 pedone del bianco · c2 pedone del bianco · d2 pedone del bianco · f2 pedone del bianco · g2 pedone del bianco · h2 pedone del bianco · a1 torre del bianco · b1 cavallo del bianco · c1 alfiere del bianco · e1 re del bianco · f1 alfiere del bianco · h1 torre del bianco | a8 torre del nero · b8 cavallo del nero · c8 alfiere del nero · d8 donna del nero · e8 re del nero · f8 alfiere del nero · g8 cavallo del nero · h8 torre del nero · a7 pedone del nero · b7 pedone del nero · c7 pedone del nero · d7 pedone del nero · g7 pedone del nero · h7 pedone del nero · e5 pedone del nero · h5 donna del bianco · e4 pedone del bianco · a2 pedone del bianco · b2 pedone del bianco · c2 pedone del bianco · d2 pedone del bianco · f2 pedone del bianco · g2 pedone del bianco · h2 pedone del bianco · a1 torre del bianco · b1 cavallo del bianco · c1 alfiere del bianco · e1 re del bianco · f1 alfiere del bianco · h1 torre del bianco | a8 torre del nero · b8 cavallo del nero · c8 alfiere del nero · d8 donna del nero · e8 re del nero · f8 alfiere del nero · g8 cavallo del nero · h8 torre del nero · a7 pedone del nero · b7 pedone del nero · c7 pedone del nero · d7 pedone del nero · g7 pedone del nero · h7 pedone del nero · e5 pedone del nero · h5 donna del bianco · e4 pedone del bianco · a2 pedone del bianco · b2 pedone del bianco · c2 pedone del bianco · d2 pedone del bianco · f2 pedone del bianco · g2 pedone del bianco · h2 pedone del bianco · a1 torre del bianco · b1 cavallo del bianco · c1 alfiere del bianco · e1 re del bianco · f1 alfiere del bianco · h1 torre del bianco | a8 torre del nero · b8 cavallo del nero · c8 alfiere del nero · d8 donna del nero · e8 re del nero · f8 alfiere del nero · g8 cavallo del nero · h8 torre del nero · a7 pedone del nero · b7 pedone del nero · c7 pedone del nero · d7 pedone del nero · g7 pedone del nero · h7 pedone del nero · e5 pedone del nero · h5 donna del bianco · e4 pedone del bianco · a2 pedone del bianco · b2 pedone del bianco · c2 pedone del bianco · d2 pedone del bianco · f2 pedone del bianco · g2 pedone del bianco · h2 pedone del bianco · a1 torre del bianco · b1 cavallo del bianco · c1 alfiere del bianco · e1 re del bianco · f1 alfiere del bianco · h1 torre del bianco | a8 torre del nero · b8 cavallo del nero · c8 alfiere del nero · d8 donna del nero · e8 re del nero · f8 alfiere del nero · g8 cavallo del nero · h8 torre del nero · a7 pedone del nero · b7 pedone del nero · c7 pedone del nero · d7 pedone del nero · g7 pedone del nero · h7 pedone del nero · e5 pedone del nero · h5 donna del bianco · e4 pedone del bianco · a2 pedone del bianco · b2 pedone del bianco · c2 pedone del bianco · d2 pedone del bianco · f2 pedone del bianco · g2 pedone del bianco · h2 pedone del bianco · a1 torre del bianco · b1 cavallo del bianco · c1 alfiere del bianco · e1 re del bianco · f1 alfiere del bianco · h1 torre del bianco | a8 torre del nero · b8 cavallo del nero · c8 alfiere del nero · d8 donna del nero · e8 re del nero · f8 alfiere del nero · g8 cavallo del nero · h8 torre del nero · a7 pedone del nero · b7 pedone del nero · c7 pedone del nero · d7 pedone del nero · g7 pedone del nero · h7 pedone del nero · e5 pedone del nero · h5 donna del bianco · e4 pedone del bianco · a2 pedone del bianco · b2 pedone del bianco · c2 pedone del bianco · d2 pedone del bianco · f2 pedone del bianco · g2 pedone del bianco · h2 pedone del bianco · a1 torre del bianco · b1 cavallo del bianco · c1 alfiere del bianco · e1 re del bianco · f1 alfiere del bianco · h1 torre del bianco | 7 |
| 6 | a8 torre del nero · b8 cavallo del nero · c8 alfiere del nero · d8 donna del nero · e8 re del nero · f8 alfiere del nero · g8 cavallo del nero · h8 torre del nero · a7 pedone del nero · b7 pedone del nero · c7 pedone del nero · d7 pedone del nero · g7 pedone del nero · h7 pedone del nero · e5 pedone del nero · h5 donna del bianco · e4 pedone del bianco · a2 pedone del bianco · b2 pedone del bianco · c2 pedone del bianco · d2 pedone del bianco · f2 pedone del bianco · g2 pedone del bianco · h2 pedone del bianco · a1 torre del bianco · b1 cavallo del bianco · c1 alfiere del bianco · e1 re del bianco · f1 alfiere del bianco · h1 torre del bianco | a8 torre del nero · b8 cavallo del nero · c8 alfiere del nero · d8 donna del nero · e8 re del nero · f8 alfiere del nero · g8 cavallo del nero · h8 torre del nero · a7 pedone del nero · b7 pedone del nero · c7 pedone del nero · d7 pedone del nero · g7 pedone del nero · h7 pedone del nero · e5 pedone del nero · h5 donna del bianco · e4 pedone del bianco · a2 pedone del bianco · b2 pedone del bianco · c2 pedone del bianco · d2 pedone del bianco · f2 pedone del bianco · g2 pedone del bianco · h2 pedone del bianco · a1 torre del bianco · b1 cavallo del bianco · c1 alfiere del bianco · e1 re del bianco · f1 alfiere del bianco · h1 torre del bianco | a8 torre del nero · b8 cavallo del nero · c8 alfiere del nero · d8 donna del nero · e8 re del nero · f8 alfiere del nero · g8 cavallo del nero · h8 torre del nero · a7 pedone del nero · b7 pedone del nero · c7 pedone del nero · d7 pedone del nero · g7 pedone del nero · h7 pedone del nero · e5 pedone del nero · h5 donna del bianco · e4 pedone del bianco · a2 pedone del bianco · b2 pedone del bianco · c2 pedone del bianco · d2 pedone del bianco · f2 pedone del bianco · g2 pedone del bianco · h2 pedone del bianco · a1 torre del bianco · b1 cavallo del bianco · c1 alfiere del bianco · e1 re del bianco · f1 alfiere del bianco · h1 torre del bianco | a8 torre del nero · b8 cavallo del nero · c8 alfiere del nero · d8 donna del nero · e8 re del nero · f8 alfiere del nero · g8 cavallo del nero · h8 torre del nero · a7 pedone del nero · b7 pedone del nero · c7 pedone del nero · d7 pedone del nero · g7 pedone del nero · h7 pedone del nero · e5 pedone del nero · h5 donna del bianco · e4 pedone del bianco · a2 pedone del bianco · b2 pedone del bianco · c2 pedone del bianco · d2 pedone del bianco · f2 pedone del bianco · g2 pedone del bianco · h2 pedone del bianco · a1 torre del bianco · b1 cavallo del bianco · c1 alfiere del bianco · e1 re del bianco · f1 alfiere del bianco · h1 torre del bianco | a8 torre del nero · b8 cavallo del nero · c8 alfiere del nero · d8 donna del nero · e8 re del nero · f8 alfiere del nero · g8 cavallo del nero · h8 torre del nero · a7 pedone del nero · b7 pedone del nero · c7 pedone del nero · d7 pedone del nero · g7 pedone del nero · h7 pedone del nero · e5 pedone del nero · h5 donna del bianco · e4 pedone del bianco · a2 pedone del bianco · b2 pedone del bianco · c2 pedone del bianco · d2 pedone del bianco · f2 pedone del bianco · g2 pedone del bianco · h2 pedone del bianco · a1 torre del bianco · b1 cavallo del bianco · c1 alfiere del bianco · e1 re del bianco · f1 alfiere del bianco · h1 torre del bianco | a8 torre del nero · b8 cavallo del nero · c8 alfiere del nero · d8 donna del nero · e8 re del nero · f8 alfiere del nero · g8 cavallo del nero · h8 torre del nero · a7 pedone del nero · b7 pedone del nero · c7 pedone del nero · d7 pedone del nero · g7 pedone del nero · h7 pedone del nero · e5 pedone del nero · h5 donna del bianco · e4 pedone del bianco · a2 pedone del bianco · b2 pedone del bianco · c2 pedone del bianco · d2 pedone del bianco · f2 pedone del bianco · g2 pedone del bianco · h2 pedone del bianco · a1 torre del bianco · b1 cavallo del bianco · c1 alfiere del bianco · e1 re del bianco · f1 alfiere del bianco · h1 torre del bianco | a8 torre del nero · b8 cavallo del nero · c8 alfiere del nero · d8 donna del nero · e8 re del nero · f8 alfiere del nero · g8 cavallo del nero · h8 torre del nero · a7 pedone del nero · b7 pedone del nero · c7 pedone del nero · d7 pedone del nero · g7 pedone del nero · h7 pedone del nero · e5 pedone del nero · h5 donna del bianco · e4 pedone del bianco · a2 pedone del bianco · b2 pedone del bianco · c2 pedone del bianco · d2 pedone del bianco · f2 pedone del bianco · g2 pedone del bianco · h2 pedone del bianco · a1 torre del bianco · b1 cavallo del bianco · c1 alfiere del bianco · e1 re del bianco · f1 alfiere del bianco · h1 torre del bianco | a8 torre del nero · b8 cavallo del nero · c8 alfiere del nero · d8 donna del nero · e8 re del nero · f8 alfiere del nero · g8 cavallo del nero · h8 torre del nero · a7 pedone del nero · b7 pedone del nero · c7 pedone del nero · d7 pedone del nero · g7 pedone del nero · h7 pedone del nero · e5 pedone del nero · h5 donna del bianco · e4 pedone del bianco · a2 pedone del bianco · b2 pedone del bianco · c2 pedone del bianco · d2 pedone del bianco · f2 pedone del bianco · g2 pedone del bianco · h2 pedone del bianco · a1 torre del bianco · b1 cavallo del bianco · c1 alfiere del bianco · e1 re del bianco · f1 alfiere del bianco · h1 torre del bianco | 6 |
| 5 | a8 torre del nero · b8 cavallo del nero · c8 alfiere del nero · d8 donna del nero · e8 re del nero · f8 alfiere del nero · g8 cavallo del nero · h8 torre del nero · a7 pedone del nero · b7 pedone del nero · c7 pedone del nero · d7 pedone del nero · g7 pedone del nero · h7 pedone del nero · e5 pedone del nero · h5 donna del bianco · e4 pedone del bianco · a2 pedone del bianco · b2 pedone del bianco · c2 pedone del bianco · d2 pedone del bianco · f2 pedone del bianco · g2 pedone del bianco · h2 pedone del bianco · a1 torre del bianco · b1 cavallo del bianco · c1 alfiere del bianco · e1 re del bianco · f1 alfiere del bianco · h1 torre del bianco | a8 torre del nero · b8 cavallo del nero · c8 alfiere del nero · d8 donna del nero · e8 re del nero · f8 alfiere del nero · g8 cavallo del nero · h8 torre del nero · a7 pedone del nero · b7 pedone del nero · c7 pedone del nero · d7 pedone del nero · g7 pedone del nero · h7 pedone del nero · e5 pedone del nero · h5 donna del bianco · e4 pedone del bianco · a2 pedone del bianco · b2 pedone del bianco · c2 pedone del bianco · d2 pedone del bianco · f2 pedone del bianco · g2 pedone del bianco · h2 pedone del bianco · a1 torre del bianco · b1 cavallo del bianco · c1 alfiere del bianco · e1 re del bianco · f1 alfiere del bianco · h1 torre del bianco | a8 torre del nero · b8 cavallo del nero · c8 alfiere del nero · d8 donna del nero · e8 re del nero · f8 alfiere del nero · g8 cavallo del nero · h8 torre del nero · a7 pedone del nero · b7 pedone del nero · c7 pedone del nero · d7 pedone del nero · g7 pedone del nero · h7 pedone del nero · e5 pedone del nero · h5 donna del bianco · e4 pedone del bianco · a2 pedone del bianco · b2 pedone del bianco · c2 pedone del bianco · d2 pedone del bianco · f2 pedone del bianco · g2 pedone del bianco · h2 pedone del bianco · a1 torre del bianco · b1 cavallo del bianco · c1 alfiere del bianco · e1 re del bianco · f1 alfiere del bianco · h1 torre del bianco | a8 torre del nero · b8 cavallo del nero · c8 alfiere del nero · d8 donna del nero · e8 re del nero · f8 alfiere del nero · g8 cavallo del nero · h8 torre del nero · a7 pedone del nero · b7 pedone del nero · c7 pedone del nero · d7 pedone del nero · g7 pedone del nero · h7 pedone del nero · e5 pedone del nero · h5 donna del bianco · e4 pedone del bianco · a2 pedone del bianco · b2 pedone del bianco · c2 pedone del bianco · d2 pedone del bianco · f2 pedone del bianco · g2 pedone del bianco · h2 pedone del bianco · a1 torre del bianco · b1 cavallo del bianco · c1 alfiere del bianco · e1 re del bianco · f1 alfiere del bianco · h1 torre del bianco | a8 torre del nero · b8 cavallo del nero · c8 alfiere del nero · d8 donna del nero · e8 re del nero · f8 alfiere del nero · g8 cavallo del nero · h8 torre del nero · a7 pedone del nero · b7 pedone del nero · c7 pedone del nero · d7 pedone del nero · g7 pedone del nero · h7 pedone del nero · e5 pedone del nero · h5 donna del bianco · e4 pedone del bianco · a2 pedone del bianco · b2 pedone del bianco · c2 pedone del bianco · d2 pedone del bianco · f2 pedone del bianco · g2 pedone del bianco · h2 pedone del bianco · a1 torre del bianco · b1 cavallo del bianco · c1 alfiere del bianco · e1 re del bianco · f1 alfiere del bianco · h1 torre del bianco | a8 torre del nero · b8 cavallo del nero · c8 alfiere del nero · d8 donna del nero · e8 re del nero · f8 alfiere del nero · g8 cavallo del nero · h8 torre del nero · a7 pedone del nero · b7 pedone del nero · c7 pedone del nero · d7 pedone del nero · g7 pedone del nero · h7 pedone del nero · e5 pedone del nero · h5 donna del bianco · e4 pedone del bianco · a2 pedone del bianco · b2 pedone del bianco · c2 pedone del bianco · d2 pedone del bianco · f2 pedone del bianco · g2 pedone del bianco · h2 pedone del bianco · a1 torre del bianco · b1 cavallo del bianco · c1 alfiere del bianco · e1 re del bianco · f1 alfiere del bianco · h1 torre del bianco | a8 torre del nero · b8 cavallo del nero · c8 alfiere del nero · d8 donna del nero · e8 re del nero · f8 alfiere del nero · g8 cavallo del nero · h8 torre del nero · a7 pedone del nero · b7 pedone del nero · c7 pedone del nero · d7 pedone del nero · g7 pedone del nero · h7 pedone del nero · e5 pedone del nero · h5 donna del bianco · e4 pedone del bianco · a2 pedone del bianco · b2 pedone del bianco · c2 pedone del bianco · d2 pedone del bianco · f2 pedone del bianco · g2 pedone del bianco · h2 pedone del bianco · a1 torre del bianco · b1 cavallo del bianco · c1 alfiere del bianco · e1 re del bianco · f1 alfiere del bianco · h1 torre del bianco | a8 torre del nero · b8 cavallo del nero · c8 alfiere del nero · d8 donna del nero · e8 re del nero · f8 alfiere del nero · g8 cavallo del nero · h8 torre del nero · a7 pedone del nero · b7 pedone del nero · c7 pedone del nero · d7 pedone del nero · g7 pedone del nero · h7 pedone del nero · e5 pedone del nero · h5 donna del bianco · e4 pedone del bianco · a2 pedone del bianco · b2 pedone del bianco · c2 pedone del bianco · d2 pedone del bianco · f2 pedone del bianco · g2 pedone del bianco · h2 pedone del bianco · a1 torre del bianco · b1 cavallo del bianco · c1 alfiere del bianco · e1 re del bianco · f1 alfiere del bianco · h1 torre del bianco | 5 |
| 4 | a8 torre del nero · b8 cavallo del nero · c8 alfiere del nero · d8 donna del nero · e8 re del nero · f8 alfiere del nero · g8 cavallo del nero · h8 torre del nero · a7 pedone del nero · b7 pedone del nero · c7 pedone del nero · d7 pedone del nero · g7 pedone del nero · h7 pedone del nero · e5 pedone del nero · h5 donna del bianco · e4 pedone del bianco · a2 pedone del bianco · b2 pedone del bianco · c2 pedone del bianco · d2 pedone del bianco · f2 pedone del bianco · g2 pedone del bianco · h2 pedone del bianco · a1 torre del bianco · b1 cavallo del bianco · c1 alfiere del bianco · e1 re del bianco · f1 alfiere del bianco · h1 torre del bianco | a8 torre del nero · b8 cavallo del nero · c8 alfiere del nero · d8 donna del nero · e8 re del nero · f8 alfiere del nero · g8 cavallo del nero · h8 torre del nero · a7 pedone del nero · b7 pedone del nero · c7 pedone del nero · d7 pedone del nero · g7 pedone del nero · h7 pedone del nero · e5 pedone del nero · h5 donna del bianco · e4 pedone del bianco · a2 pedone del bianco · b2 pedone del bianco · c2 pedone del bianco · d2 pedone del bianco · f2 pedone del bianco · g2 pedone del bianco · h2 pedone del bianco · a1 torre del bianco · b1 cavallo del bianco · c1 alfiere del bianco · e1 re del bianco · f1 alfiere del bianco · h1 torre del bianco | a8 torre del nero · b8 cavallo del nero · c8 alfiere del nero · d8 donna del nero · e8 re del nero · f8 alfiere del nero · g8 cavallo del nero · h8 torre del nero · a7 pedone del nero · b7 pedone del nero · c7 pedone del nero · d7 pedone del nero · g7 pedone del nero · h7 pedone del nero · e5 pedone del nero · h5 donna del bianco · e4 pedone del bianco · a2 pedone del bianco · b2 pedone del bianco · c2 pedone del bianco · d2 pedone del bianco · f2 pedone del bianco · g2 pedone del bianco · h2 pedone del bianco · a1 torre del bianco · b1 cavallo del bianco · c1 alfiere del bianco · e1 re del bianco · f1 alfiere del bianco · h1 torre del bianco | a8 torre del nero · b8 cavallo del nero · c8 alfiere del nero · d8 donna del nero · e8 re del nero · f8 alfiere del nero · g8 cavallo del nero · h8 torre del nero · a7 pedone del nero · b7 pedone del nero · c7 pedone del nero · d7 pedone del nero · g7 pedone del nero · h7 pedone del nero · e5 pedone del nero · h5 donna del bianco · e4 pedone del bianco · a2 pedone del bianco · b2 pedone del bianco · c2 pedone del bianco · d2 pedone del bianco · f2 pedone del bianco · g2 pedone del bianco · h2 pedone del bianco · a1 torre del bianco · b1 cavallo del bianco · c1 alfiere del bianco · e1 re del bianco · f1 alfiere del bianco · h1 torre del bianco | a8 torre del nero · b8 cavallo del nero · c8 alfiere del nero · d8 donna del nero · e8 re del nero · f8 alfiere del nero · g8 cavallo del nero · h8 torre del nero · a7 pedone del nero · b7 pedone del nero · c7 pedone del nero · d7 pedone del nero · g7 pedone del nero · h7 pedone del nero · e5 pedone del nero · h5 donna del bianco · e4 pedone del bianco · a2 pedone del bianco · b2 pedone del bianco · c2 pedone del bianco · d2 pedone del bianco · f2 pedone del bianco · g2 pedone del bianco · h2 pedone del bianco · a1 torre del bianco · b1 cavallo del bianco · c1 alfiere del bianco · e1 re del bianco · f1 alfiere del bianco · h1 torre del bianco | a8 torre del nero · b8 cavallo del nero · c8 alfiere del nero · d8 donna del nero · e8 re del nero · f8 alfiere del nero · g8 cavallo del nero · h8 torre del nero · a7 pedone del nero · b7 pedone del nero · c7 pedone del nero · d7 pedone del nero · g7 pedone del nero · h7 pedone del nero · e5 pedone del nero · h5 donna del bianco · e4 pedone del bianco · a2 pedone del bianco · b2 pedone del bianco · c2 pedone del bianco · d2 pedone del bianco · f2 pedone del bianco · g2 pedone del bianco · h2 pedone del bianco · a1 torre del bianco · b1 cavallo del bianco · c1 alfiere del bianco · e1 re del bianco · f1 alfiere del bianco · h1 torre del bianco | a8 torre del nero · b8 cavallo del nero · c8 alfiere del nero · d8 donna del nero · e8 re del nero · f8 alfiere del nero · g8 cavallo del nero · h8 torre del nero · a7 pedone del nero · b7 pedone del nero · c7 pedone del nero · d7 pedone del nero · g7 pedone del nero · h7 pedone del nero · e5 pedone del nero · h5 donna del bianco · e4 pedone del bianco · a2 pedone del bianco · b2 pedone del bianco · c2 pedone del bianco · d2 pedone del bianco · f2 pedone del bianco · g2 pedone del bianco · h2 pedone del bianco · a1 torre del bianco · b1 cavallo del bianco · c1 alfiere del bianco · e1 re del bianco · f1 alfiere del bianco · h1 torre del bianco | a8 torre del nero · b8 cavallo del nero · c8 alfiere del nero · d8 donna del nero · e8 re del nero · f8 alfiere del nero · g8 cavallo del nero · h8 torre del nero · a7 pedone del nero · b7 pedone del nero · c7 pedone del nero · d7 pedone del nero · g7 pedone del nero · h7 pedone del nero · e5 pedone del nero · h5 donna del bianco · e4 pedone del bianco · a2 pedone del bianco · b2 pedone del bianco · c2 pedone del bianco · d2 pedone del bianco · f2 pedone del bianco · g2 pedone del bianco · h2 pedone del bianco · a1 torre del bianco · b1 cavallo del bianco · c1 alfiere del bianco · e1 re del bianco · f1 alfiere del bianco · h1 torre del bianco | 4 |
| 3 | a8 torre del nero · b8 cavallo del nero · c8 alfiere del nero · d8 donna del nero · e8 re del nero · f8 alfiere del nero · g8 cavallo del nero · h8 torre del nero · a7 pedone del nero · b7 pedone del nero · c7 pedone del nero · d7 pedone del nero · g7 pedone del nero · h7 pedone del nero · e5 pedone del nero · h5 donna del bianco · e4 pedone del bianco · a2 pedone del bianco · b2 pedone del bianco · c2 pedone del bianco · d2 pedone del bianco · f2 pedone del bianco · g2 pedone del bianco · h2 pedone del bianco · a1 torre del bianco · b1 cavallo del bianco · c1 alfiere del bianco · e1 re del bianco · f1 alfiere del bianco · h1 torre del bianco | a8 torre del nero · b8 cavallo del nero · c8 alfiere del nero · d8 donna del nero · e8 re del nero · f8 alfiere del nero · g8 cavallo del nero · h8 torre del nero · a7 pedone del nero · b7 pedone del nero · c7 pedone del nero · d7 pedone del nero · g7 pedone del nero · h7 pedone del nero · e5 pedone del nero · h5 donna del bianco · e4 pedone del bianco · a2 pedone del bianco · b2 pedone del bianco · c2 pedone del bianco · d2 pedone del bianco · f2 pedone del bianco · g2 pedone del bianco · h2 pedone del bianco · a1 torre del bianco · b1 cavallo del bianco · c1 alfiere del bianco · e1 re del bianco · f1 alfiere del bianco · h1 torre del bianco | a8 torre del nero · b8 cavallo del nero · c8 alfiere del nero · d8 donna del nero · e8 re del nero · f8 alfiere del nero · g8 cavallo del nero · h8 torre del nero · a7 pedone del nero · b7 pedone del nero · c7 pedone del nero · d7 pedone del nero · g7 pedone del nero · h7 pedone del nero · e5 pedone del nero · h5 donna del bianco · e4 pedone del bianco · a2 pedone del bianco · b2 pedone del bianco · c2 pedone del bianco · d2 pedone del bianco · f2 pedone del bianco · g2 pedone del bianco · h2 pedone del bianco · a1 torre del bianco · b1 cavallo del bianco · c1 alfiere del bianco · e1 re del bianco · f1 alfiere del bianco · h1 torre del bianco | a8 torre del nero · b8 cavallo del nero · c8 alfiere del nero · d8 donna del nero · e8 re del nero · f8 alfiere del nero · g8 cavallo del nero · h8 torre del nero · a7 pedone del nero · b7 pedone del nero · c7 pedone del nero · d7 pedone del nero · g7 pedone del nero · h7 pedone del nero · e5 pedone del nero · h5 donna del bianco · e4 pedone del bianco · a2 pedone del bianco · b2 pedone del bianco · c2 pedone del bianco · d2 pedone del bianco · f2 pedone del bianco · g2 pedone del bianco · h2 pedone del bianco · a1 torre del bianco · b1 cavallo del bianco · c1 alfiere del bianco · e1 re del bianco · f1 alfiere del bianco · h1 torre del bianco | a8 torre del nero · b8 cavallo del nero · c8 alfiere del nero · d8 donna del nero · e8 re del nero · f8 alfiere del nero · g8 cavallo del nero · h8 torre del nero · a7 pedone del nero · b7 pedone del nero · c7 pedone del nero · d7 pedone del nero · g7 pedone del nero · h7 pedone del nero · e5 pedone del nero · h5 donna del bianco · e4 pedone del bianco · a2 pedone del bianco · b2 pedone del bianco · c2 pedone del bianco · d2 pedone del bianco · f2 pedone del bianco · g2 pedone del bianco · h2 pedone del bianco · a1 torre del bianco · b1 cavallo del bianco · c1 alfiere del bianco · e1 re del bianco · f1 alfiere del bianco · h1 torre del bianco | a8 torre del nero · b8 cavallo del nero · c8 alfiere del nero · d8 donna del nero · e8 re del nero · f8 alfiere del nero · g8 cavallo del nero · h8 torre del nero · a7 pedone del nero · b7 pedone del nero · c7 pedone del nero · d7 pedone del nero · g7 pedone del nero · h7 pedone del nero · e5 pedone del nero · h5 donna del bianco · e4 pedone del bianco · a2 pedone del bianco · b2 pedone del bianco · c2 pedone del bianco · d2 pedone del bianco · f2 pedone del bianco · g2 pedone del bianco · h2 pedone del bianco · a1 torre del bianco · b1 cavallo del bianco · c1 alfiere del bianco · e1 re del bianco · f1 alfiere del bianco · h1 torre del bianco | a8 torre del nero · b8 cavallo del nero · c8 alfiere del nero · d8 donna del nero · e8 re del nero · f8 alfiere del nero · g8 cavallo del nero · h8 torre del nero · a7 pedone del nero · b7 pedone del nero · c7 pedone del nero · d7 pedone del nero · g7 pedone del nero · h7 pedone del nero · e5 pedone del nero · h5 donna del bianco · e4 pedone del bianco · a2 pedone del bianco · b2 pedone del bianco · c2 pedone del bianco · d2 pedone del bianco · f2 pedone del bianco · g2 pedone del bianco · h2 pedone del bianco · a1 torre del bianco · b1 cavallo del bianco · c1 alfiere del bianco · e1 re del bianco · f1 alfiere del bianco · h1 torre del bianco | a8 torre del nero · b8 cavallo del nero · c8 alfiere del nero · d8 donna del nero · e8 re del nero · f8 alfiere del nero · g8 cavallo del nero · h8 torre del nero · a7 pedone del nero · b7 pedone del nero · c7 pedone del nero · d7 pedone del nero · g7 pedone del nero · h7 pedone del nero · e5 pedone del nero · h5 donna del bianco · e4 pedone del bianco · a2 pedone del bianco · b2 pedone del bianco · c2 pedone del bianco · d2 pedone del bianco · f2 pedone del bianco · g2 pedone del bianco · h2 pedone del bianco · a1 torre del bianco · b1 cavallo del bianco · c1 alfiere del bianco · e1 re del bianco · f1 alfiere del bianco · h1 torre del bianco | 3 |
| 2 | a8 torre del nero · b8 cavallo del nero · c8 alfiere del nero · d8 donna del nero · e8 re del nero · f8 alfiere del nero · g8 cavallo del nero · h8 torre del nero · a7 pedone del nero · b7 pedone del nero · c7 pedone del nero · d7 pedone del nero · g7 pedone del nero · h7 pedone del nero · e5 pedone del nero · h5 donna del bianco · e4 pedone del bianco · a2 pedone del bianco · b2 pedone del bianco · c2 pedone del bianco · d2 pedone del bianco · f2 pedone del bianco · g2 pedone del bianco · h2 pedone del bianco · a1 torre del bianco · b1 cavallo del bianco · c1 alfiere del bianco · e1 re del bianco · f1 alfiere del bianco · h1 torre del bianco | a8 torre del nero · b8 cavallo del nero · c8 alfiere del nero · d8 donna del nero · e8 re del nero · f8 alfiere del nero · g8 cavallo del nero · h8 torre del nero · a7 pedone del nero · b7 pedone del nero · c7 pedone del nero · d7 pedone del nero · g7 pedone del nero · h7 pedone del nero · e5 pedone del nero · h5 donna del bianco · e4 pedone del bianco · a2 pedone del bianco · b2 pedone del bianco · c2 pedone del bianco · d2 pedone del bianco · f2 pedone del bianco · g2 pedone del bianco · h2 pedone del bianco · a1 torre del bianco · b1 cavallo del bianco · c1 alfiere del bianco · e1 re del bianco · f1 alfiere del bianco · h1 torre del bianco | a8 torre del nero · b8 cavallo del nero · c8 alfiere del nero · d8 donna del nero · e8 re del nero · f8 alfiere del nero · g8 cavallo del nero · h8 torre del nero · a7 pedone del nero · b7 pedone del nero · c7 pedone del nero · d7 pedone del nero · g7 pedone del nero · h7 pedone del nero · e5 pedone del nero · h5 donna del bianco · e4 pedone del bianco · a2 pedone del bianco · b2 pedone del bianco · c2 pedone del bianco · d2 pedone del bianco · f2 pedone del bianco · g2 pedone del bianco · h2 pedone del bianco · a1 torre del bianco · b1 cavallo del bianco · c1 alfiere del bianco · e1 re del bianco · f1 alfiere del bianco · h1 torre del bianco | a8 torre del nero · b8 cavallo del nero · c8 alfiere del nero · d8 donna del nero · e8 re del nero · f8 alfiere del nero · g8 cavallo del nero · h8 torre del nero · a7 pedone del nero · b7 pedone del nero · c7 pedone del nero · d7 pedone del nero · g7 pedone del nero · h7 pedone del nero · e5 pedone del nero · h5 donna del bianco · e4 pedone del bianco · a2 pedone del bianco · b2 pedone del bianco · c2 pedone del bianco · d2 pedone del bianco · f2 pedone del bianco · g2 pedone del bianco · h2 pedone del bianco · a1 torre del bianco · b1 cavallo del bianco · c1 alfiere del bianco · e1 re del bianco · f1 alfiere del bianco · h1 torre del bianco | a8 torre del nero · b8 cavallo del nero · c8 alfiere del nero · d8 donna del nero · e8 re del nero · f8 alfiere del nero · g8 cavallo del nero · h8 torre del nero · a7 pedone del nero · b7 pedone del nero · c7 pedone del nero · d7 pedone del nero · g7 pedone del nero · h7 pedone del nero · e5 pedone del nero · h5 donna del bianco · e4 pedone del bianco · a2 pedone del bianco · b2 pedone del bianco · c2 pedone del bianco · d2 pedone del bianco · f2 pedone del bianco · g2 pedone del bianco · h2 pedone del bianco · a1 torre del bianco · b1 cavallo del bianco · c1 alfiere del bianco · e1 re del bianco · f1 alfiere del bianco · h1 torre del bianco | a8 torre del nero · b8 cavallo del nero · c8 alfiere del nero · d8 donna del nero · e8 re del nero · f8 alfiere del nero · g8 cavallo del nero · h8 torre del nero · a7 pedone del nero · b7 pedone del nero · c7 pedone del nero · d7 pedone del nero · g7 pedone del nero · h7 pedone del nero · e5 pedone del nero · h5 donna del bianco · e4 pedone del bianco · a2 pedone del bianco · b2 pedone del bianco · c2 pedone del bianco · d2 pedone del bianco · f2 pedone del bianco · g2 pedone del bianco · h2 pedone del bianco · a1 torre del bianco · b1 cavallo del bianco · c1 alfiere del bianco · e1 re del bianco · f1 alfiere del bianco · h1 torre del bianco | a8 torre del nero · b8 cavallo del nero · c8 alfiere del nero · d8 donna del nero · e8 re del nero · f8 alfiere del nero · g8 cavallo del nero · h8 torre del nero · a7 pedone del nero · b7 pedone del nero · c7 pedone del nero · d7 pedone del nero · g7 pedone del nero · h7 pedone del nero · e5 pedone del nero · h5 donna del bianco · e4 pedone del bianco · a2 pedone del bianco · b2 pedone del bianco · c2 pedone del bianco · d2 pedone del bianco · f2 pedone del bianco · g2 pedone del bianco · h2 pedone del bianco · a1 torre del bianco · b1 cavallo del bianco · c1 alfiere del bianco · e1 re del bianco · f1 alfiere del bianco · h1 torre del bianco | a8 torre del nero · b8 cavallo del nero · c8 alfiere del nero · d8 donna del nero · e8 re del nero · f8 alfiere del nero · g8 cavallo del nero · h8 torre del nero · a7 pedone del nero · b7 pedone del nero · c7 pedone del nero · d7 pedone del nero · g7 pedone del nero · h7 pedone del nero · e5 pedone del nero · h5 donna del bianco · e4 pedone del bianco · a2 pedone del bianco · b2 pedone del bianco · c2 pedone del bianco · d2 pedone del bianco · f2 pedone del bianco · g2 pedone del bianco · h2 pedone del bianco · a1 torre del bianco · b1 cavallo del bianco · c1 alfiere del bianco · e1 re del bianco · f1 alfiere del bianco · h1 torre del bianco | 2 |
| 1 | a8 torre del nero · b8 cavallo del nero · c8 alfiere del nero · d8 donna del nero · e8 re del nero · f8 alfiere del nero · g8 cavallo del nero · h8 torre del nero · a7 pedone del nero · b7 pedone del nero · c7 pedone del nero · d7 pedone del nero · g7 pedone del nero · h7 pedone del nero · e5 pedone del nero · h5 donna del bianco · e4 pedone del bianco · a2 pedone del bianco · b2 pedone del bianco · c2 pedone del bianco · d2 pedone del bianco · f2 pedone del bianco · g2 pedone del bianco · h2 pedone del bianco · a1 torre del bianco · b1 cavallo del bianco · c1 alfiere del bianco · e1 re del bianco · f1 alfiere del bianco · h1 torre del bianco | a8 torre del nero · b8 cavallo del nero · c8 alfiere del nero · d8 donna del nero · e8 re del nero · f8 alfiere del nero · g8 cavallo del nero · h8 torre del nero · a7 pedone del nero · b7 pedone del nero · c7 pedone del nero · d7 pedone del nero · g7 pedone del nero · h7 pedone del nero · e5 pedone del nero · h5 donna del bianco · e4 pedone del bianco · a2 pedone del bianco · b2 pedone del bianco · c2 pedone del bianco · d2 pedone del bianco · f2 pedone del bianco · g2 pedone del bianco · h2 pedone del bianco · a1 torre del bianco · b1 cavallo del bianco · c1 alfiere del bianco · e1 re del bianco · f1 alfiere del bianco · h1 torre del bianco | a8 torre del nero · b8 cavallo del nero · c8 alfiere del nero · d8 donna del nero · e8 re del nero · f8 alfiere del nero · g8 cavallo del nero · h8 torre del nero · a7 pedone del nero · b7 pedone del nero · c7 pedone del nero · d7 pedone del nero · g7 pedone del nero · h7 pedone del nero · e5 pedone del nero · h5 donna del bianco · e4 pedone del bianco · a2 pedone del bianco · b2 pedone del bianco · c2 pedone del bianco · d2 pedone del bianco · f2 pedone del bianco · g2 pedone del bianco · h2 pedone del bianco · a1 torre del bianco · b1 cavallo del bianco · c1 alfiere del bianco · e1 re del bianco · f1 alfiere del bianco · h1 torre del bianco | a8 torre del nero · b8 cavallo del nero · c8 alfiere del nero · d8 donna del nero · e8 re del nero · f8 alfiere del nero · g8 cavallo del nero · h8 torre del nero · a7 pedone del nero · b7 pedone del nero · c7 pedone del nero · d7 pedone del nero · g7 pedone del nero · h7 pedone del nero · e5 pedone del nero · h5 donna del bianco · e4 pedone del bianco · a2 pedone del bianco · b2 pedone del bianco · c2 pedone del bianco · d2 pedone del bianco · f2 pedone del bianco · g2 pedone del bianco · h2 pedone del bianco · a1 torre del bianco · b1 cavallo del bianco · c1 alfiere del bianco · e1 re del bianco · f1 alfiere del bianco · h1 torre del bianco | a8 torre del nero · b8 cavallo del nero · c8 alfiere del nero · d8 donna del nero · e8 re del nero · f8 alfiere del nero · g8 cavallo del nero · h8 torre del nero · a7 pedone del nero · b7 pedone del nero · c7 pedone del nero · d7 pedone del nero · g7 pedone del nero · h7 pedone del nero · e5 pedone del nero · h5 donna del bianco · e4 pedone del bianco · a2 pedone del bianco · b2 pedone del bianco · c2 pedone del bianco · d2 pedone del bianco · f2 pedone del bianco · g2 pedone del bianco · h2 pedone del bianco · a1 torre del bianco · b1 cavallo del bianco · c1 alfiere del bianco · e1 re del bianco · f1 alfiere del bianco · h1 torre del bianco | a8 torre del nero · b8 cavallo del nero · c8 alfiere del nero · d8 donna del nero · e8 re del nero · f8 alfiere del nero · g8 cavallo del nero · h8 torre del nero · a7 pedone del nero · b7 pedone del nero · c7 pedone del nero · d7 pedone del nero · g7 pedone del nero · h7 pedone del nero · e5 pedone del nero · h5 donna del bianco · e4 pedone del bianco · a2 pedone del bianco · b2 pedone del bianco · c2 pedone del bianco · d2 pedone del bianco · f2 pedone del bianco · g2 pedone del bianco · h2 pedone del bianco · a1 torre del bianco · b1 cavallo del bianco · c1 alfiere del bianco · e1 re del bianco · f1 alfiere del bianco · h1 torre del bianco | a8 torre del nero · b8 cavallo del nero · c8 alfiere del nero · d8 donna del nero · e8 re del nero · f8 alfiere del nero · g8 cavallo del nero · h8 torre del nero · a7 pedone del nero · b7 pedone del nero · c7 pedone del nero · d7 pedone del nero · g7 pedone del nero · h7 pedone del nero · e5 pedone del nero · h5 donna del bianco · e4 pedone del bianco · a2 pedone del bianco · b2 pedone del bianco · c2 pedone del bianco · d2 pedone del bianco · f2 pedone del bianco · g2 pedone del bianco · h2 pedone del bianco · a1 torre del bianco · b1 cavallo del bianco · c1 alfiere del bianco · e1 re del bianco · f1 alfiere del bianco · h1 torre del bianco | a8 torre del nero · b8 cavallo del nero · c8 alfiere del nero · d8 donna del nero · e8 re del nero · f8 alfiere del nero · g8 cavallo del nero · h8 torre del nero · a7 pedone del nero · b7 pedone del nero · c7 pedone del nero · d7 pedone del nero · g7 pedone del nero · h7 pedone del nero · e5 pedone del nero · h5 donna del bianco · e4 pedone del bianco · a2 pedone del bianco · b2 pedone del bianco · c2 pedone del bianco · d2 pedone del bianco · f2 pedone del bianco · g2 pedone del bianco · h2 pedone del bianco · a1 torre del bianco · b1 cavallo del bianco · c1 alfiere del bianco · e1 re del bianco · f1 alfiere del bianco · h1 torre del bianco | 1 |
|   | a | b | c | d | e | f | g | h |   |

Non è mai giocata ad alti livelli, neppure come sorpresa per l'avversario. Infatti dopo 3.Cxe5 il Nero si trova davanti a grossi problemi, specie se risponde con fxe5 – mossa che può portare a uno scacco matto molto veloce: 1. e4 e5 2. Cf3 f6 3. Cxe5 fxe5 4. Dh5+ Re7 5. Dxe5+ Rf7 6. Ac4+ Rg6 7. Df5+ Rh6 8. d3+ g5 9. h4 d5 10. Axg5+ Rg7 11. De5+ Rg6 12. h5+ Rf7 13. Axd5+ Ae6 14. Dxe6+ Rg7 15. Df7#.
La debolezza di questa apertura, pure laddove il Nero non catturi il cavallo (il Nero può giocare De7 recuperando il pedone e limitando i danni, sebbene la sua posizione resti inferiore), fa sì che sia poco giocata anche a livelli modesti.
| Controllo di autorità | GND (DE) 4812177-0 |